# Saint-Georges-les-Landes
Saint-Georges-les-Landes (tiếng Occitan: Sent Jòrge las Landes) là một xã của tỉnh Haute-Vienne, thuộc vùng Nouvelle-Aquitaine, miền trung nước Pháp.